# 波萼守宫木
波萼守宫木（学名：Sauropus repandus）为大戟科守宫木属下的一个种。